# (523627) 2008 QB43
(523627) 2008 QB43 ist ein großes transneptunisches Objekt im Kuipergürtel, das bahndynamisch als erweitertes Scattered Disk Object (DO) oder als Cubewano (CKBO) eingestuft wird. Aufgrund seiner Größe gehört der Asteroid zu den Zwergplanetenkandidaten.

## Entdeckung
2008 QB43 wurde am 25. August 2008 von Meg Schwamb und Mike Brown des California Institute of Technology (CalTech) mit dem 1,5-m-Cassegrain-Teleskop am Palomar-Observatorium (Kalifornien) entdeckt. Die Entdeckung wurde am 27. Oktober 2009 bekanntgegeben, der Planetoid erhielt am 25. September 2018 von der IAU die Kleinplaneten-Nummer 523627.
Nach seiner Entdeckung ließ sich 2008 QB43 auf Fotos, die im Rahmen des Sloan-Digital-Sky-Survey-Programmes (SDSS) am Apache-Point-Observatorium (New Mexico) gemacht wurden, bis zum 2. Oktober 2000 zurückgehend identifizieren und so seinen Beobachtungszeitraum um zwei Jahre verlängern, um so seine Umlaufbahn genauer zu berechnen. Seither wurde der Planetoid durch verschiedene erdbasierte Teleskope beobachtet. Im Oktober 2018 lagen insgesamt 112 Beobachtungen über einen Zeitraum von 18 Jahren vor. Die bisher letzte Beobachtung wurde im Januar 2018 am Pan-STARRS-Teleskop (PS1) (Maui) durchgeführt. (Stand 26. März 2019)

## Eigenschaften

### Umlaufbahn
2008 QB43 umkreist die Sonne in 269,54 Jahren auf einer leicht elliptischen Umlaufbahn zwischen 37,79 AE und 45,66 AE Abstand zu deren Zentrum. Die Bahnexzentrizität beträgt 0,094, die Bahn ist 26,33° gegenüber der Ekliptik geneigt. Derzeit ist der Planetoid 38,16 AE von der Sonne entfernt. Das Perihel durchläuft er das nächste Mal 2036, der letzte Periheldurchlauf dürfte also im Jahre 1766 erfolgt sein.
Marc Buie (DES) klassifiziert den Planetoiden als erweitertes SDO (ESDO bzw. DO), während vom Minor Planet Center keine spezifische Einstufung existiert; letzteres ordnet ihn als Nicht-SDO und allgemein als «Distant Object» ein. Das Johnston’s Archive führt ihn dagegen als Cubewano auf, wobei er zu den bahndynamisch «heißen» klassischen KBO gehören würde.

### Größe
Derzeit wird von einem Durchmesser von 315 km ausgegangen, basierend auf einem Rückstrahlvermögen von 8 % und einer absoluten Helligkeit von 5,9 m. Ausgehend von diesem Durchmesser ergibt sich eine Gesamtoberfläche von etwa 312.000 km2. Die scheinbare Helligkeit von 2008 QB43 beträgt 21,87 m.
Da es denkbar ist, dass sich 2008 QB43 aufgrund seiner Größe im hydrostatischen Gleichgewicht befindet und somit weitgehend rund sein könnte, erfüllt er möglicherweise die Kriterien für eine Einstufung als Zwergplanet. Mike Brown geht davon aus, dass es sich bei 2008 QB43 um vielleicht einen Zwergplaneten handelt.
| Jahr                                         | Abmessungen km | Quelle   |
| -------------------------------------------- | -------------- | -------- |
| 2018                                         | 280,0          | Johnston |
| 2018                                         | 315,0          | Brown    |
| Die präziseste Bestimmung ist fett markiert. |                |          |